# تپه سر قلعه ناوه کش
تپه سر قلعه ناوه کش مربوط به دوران پیش از تاریخ ایران باستان تا دوران‌های تاریخی پس از اسلام است و در شهرستان چگنی، بخش مرکزی، روستای ناوه کش واقع شده و این اثر در تاریخ ۱۰ مهر ۱۳۸۰ با شمارهٔ ثبت ۴۰۵۵ به‌عنوان یکی از آثار ملی ایران به ثبت رسیده‌است.